# Fons Pitiús de Cooperació
El Fons Pitiús de Cooperació és una associació sense finalitat de lucre, creada el 29 d’octubre de 1999 amb l’objectiu d’impulsar la participació coordinada de les entitats locals en la cooperació descentralitzada.
Està integrada per totes les institucions públiques locals d'Eivissa i Formentera (consells, ajuntaments i govern) i per ONG que treballen en l’àmbit de la cooperació per al desenvolupament des de les Pitiüses. El Fons Pitiús treballa per a la consecució d’un món respectuós amb la cultura de pau, amb els drets fonamentals de les persones i amb el medi ambient. Forma part de la Confederación de Fondos de Cooperación y Solidaridad on també hi són el Fons Català de Cooperació, el Fons Valencià per la Solidaritat, el Fons Mallorquí de Solidaritat i Cooperació i el Fons Menorquí de Cooperació.